# Gare de Canton-Sud
Pour les articles homonymes, voir Gare de Canton–Sud (métro).
La gare de Canton-Sud (chinois simplifié : 广州南站 ; pinyin : guăngzhōu nán zhàn), aussi appelée « Nouvelle gare de Guangzhou » (chinois simplifié : 新广州站 ; pinyin : xīn guăngzhōu zhàn) ou « gare de Shibi » (chinois simplifié : 石壁站 ; pinyin : shíbì zhàn) est ferroviaire dédiée aux lignes à grande vitesse. Elle est située à Shibi (zh), dans le district de Panyu, à environ 17 kilomètres au sud du centre-ville de Canton (Guangzhou),.

## Situation ferroviaire
C'est une plate-forme de correspondance régionale au carrefour de nombreuses lignes de voies ferrées, :
- LGV Pékin - Canton
- LGV Canton - Shenzhen - Hong Kong
- Ligne Canton - Maoming
- LGV Canton - Zhuhai

Elle est desservie par les lignes 2 et 7 du métro de Canton.

## Histoire
Cette nouvelle gare (ouverte en 2010,) accueille les trains à grande vitesse en direction notamment de Pékin (Beijing) et Hong-Kong. C'est la plus spacieuse gare de la région, elle dispose actuellement de 15 quais et elle est destinée à supplanter la gare principale actuelle de Canton en nombre de passagers. 
Avec plus de 80 millions de passagers attendus en 2020, ensemble avec la gare de Canton, la gare de l'Est, la gare de l'Ouest et la gare du Nord, ces 5 gares cantonaises formeront un des principaux « hubs » ferroviaires nationaux.

## Service des voyageurs

### Les différents niveaux de la gare
| Level 3 (2e étage)        | Salle d'attente           | Guichets et poste de sécurité                                                                       |
| Level 2 (1er étage)       | Quais                     | Salle d'attente VIP (Salons), douane et immigration pour les voyageurs vers Hong Kong.              |
| Level 1 (rez-de-chaussée) | Hall d'arrivée            | Bus, navettes vers l'aéroport, Douane et immigration pour les voyageurs en provenance de Hong Kong. |
| Underground (sous-sol)    | Autres transports publics | Bus Métro Taxi, Parkings                                                                            |

### Les différents niveaux de la station de métro de la gare
| G                  | -                                         | Sortie                                                                                   |
| L1 Rez-de-chaussée | Hall d'entrée                             | Service à la clientèle, boutiques, distributeurs automatiques, distributeurs de billets. |
| L2 Quais           | quai 2, les portes ouvrent vers la droite | quai 2, les portes ouvrent vers la droite                                                |
| L2 Quais           | Platform 2                                | ← Terminus de la ligne N°2                                                               |
| L2 Quais           | Platform 1                                | → Ligne N°2 vers Jiahewanggang et centre ville de Guangzhou                              |
| L2 Quais           | quai 1, les portes ouvrent vers la droite |                                                                                          |